# 長野準四郎
長野 準四郎（ながの じゅんしろう、1869年4月19日（明治2年3月8日） - 没年不詳）は、日本の陸軍軍人。最終階級は陸軍中将。

## 経歴
京都府出身。長野九郎の二男として生まれる。1890年（明治23年）7月、陸軍士官学校（1期）を卒業、ちなみに 1890年（明治23年）7月29日の官報によると、陸軍士官学校第1期を砲兵科5番/19名で卒業している。翌年3月、砲兵少尉に任官し野砲兵第4連隊付となる。
1893年（明治26年）11月、砲兵中尉、1896年（明治29年）11月、砲兵大尉、1903年（明治36年）5月、砲兵少佐、1907年（明治40年）11月、砲兵中佐に昇進し、1911年（明治44年）8月、大阪火砲製造所長に就任。同年11月、砲兵大佐に進んだ。
1917年（大正6年）8月、陸軍少将に昇進。1921年（大正10年）6月、東京湾要塞司令官に転じ、1921年（大正10年）7月、陸軍中将に進んだ。1922年（大正11年）8月、陸軍科学研究所長に就任し、1923年（大正12年）8月に待命となり、同年9月1日、予備役に編入された。

## 栄典
勲章等
- 1940年（昭和15年）8月15日 - 紀元二千六百年祝典記念章[7]